# Liste der Singles in der Harlem Hit Parade 1942
Die Liste der Singles in der Harlem Hit Parade 1942 enthält alle Songs von Singles, die ab dem 24. Oktober 1942 in der entsprechenden Chart-Kategorie von Billboard gelistet wurden. Aus der Harlem Hit Parade ging die spätere Billboard Rhythm & Blues Chart hervor.

## Hintergrund
Im Jahr 1939 begann die Zeitschrift Billboard informell zu protokollieren, welche Aufzeichnungen in den Vereinigten Staaten am erfolgversprechendsten und am beliebtesten waren; 1940 startete die erste Chart-Erhebung der Singles in den Billboard-Charts.
In den frühen 1940er Jahren war der Markt für sogenannte Race Records (also Platten afroamerikanischer Musiker für ein afroamerikanisches Publikum) so gewachsen, dass Billboard daran interessiert war, deren Umsatz zu messen. „Race Music“ war ein Begriff, der bereits seit den 1920er-Jahren von der Plattenindustrie verwendet wurde. Zwischen 1945 und 1955 hatten sich viele Unternehmen auf Musik für dieses Zielpublikum spezialisiert. Diese Plattenlabel waren unabhängige (Indie) Labels und konnten das Vakuum der „Majors“, der etablierten Musikkonzerne ausnutzen, um den „schwarzen“ Markt zu bedienen. Dazu gehörten King Records in Cincinnati, Savoy Records in Newark, Apollo, Old-Time und Atlantic Records in New York, Chess und National in Chicago, Specialty, Aladdin und Modern in Los Angeles.
In der Ausgabe vom 24. Oktober 1942 stellte Billboard erstmals eigene Charts für ein afroamerikanisches Zielpublikum vor. Diese erschienen unter dem Titel Harlem Hit Parade. Die Charts wurden in einer nicht näher definierten Auswahl der „beliebtesten Plattenläden“ im New Yorker Stadtteil Harlem (der stark afroamerikanisch geprägt war) in einer informellen Umfrage aufgrund der wöchentlichen Plattenverkäufe erhoben.
Im Juni 1949 wurde der Begriff Race auf Vorschlag des Billboard-Autors Jerry Wexler in den beiden Chartlisten ersetzt durch den Begriff „Rhythm and Blues“. Neben Musik aus diesem (im Entstehen begriffenen) Genre wurden aber Songs aus dem Swing, Blues, Boogie, später auch aus dem Doo Wop, Folk usw. gelistet.
In dieser ersten Top-Ten-Liste stammen acht Einträge von afroamerikanischen Künstlern. Auf erster Position waren Ella Mae Morse und Freddie Slack mit ihrem „Mr. Five by Five“, auf Position zwei folgte Billie Holiday (mit dem Orchester von Paul Whiteman) mit „Trav’lin Light“.
Im Jahr 1942 platzierten sich insgesamt 26 Songs.

## Statistik
| Label    | Anzahl Titel | Interpreten |
| -------- | ------------ | --- |
| Bluebird | 7            | Barney Bigard, Billy Eckstine, Lil Green, Earl Hines, The King Cole Trio, The Southern Sons, Tampa Red, Fats Waller                                                        |
| Capitol  | 3            | Lady Day, Skip Layton, Ella Mae Morse, Freddie Slack, Paul Whiteman |
| Decca    | 12           | Trevor Bacon, Charlie Barnet, Bea Booze, Bing Crosby, The Ink Spots, Louis Jordan, The Ken Darby Singers, Andy Kirk, Jimmie Lunceford, Lucky Millinder, John Scott Trotter |
| Keynote  | 1            | The Royal Harmony Quartet, Arthur Turkisher |
| Victor   | 3            | Ivie Anderson, Tommy Dorsey, Duke Ellington, The Pied Pipers, Artie Shaw, Frank Sinatra                                                                                    |

## Ersteinstiege
24.10.-30.10.

1 Andy Kirk & his Clouds of Joy - Take It and Git

2 Paul Whiteman & his Orchestra, Trombone: Skip Layton, Vocal by Lady Day (Billie Holiday) - Trav'lin' Light

3 Freddie Slack & his Orchestra, Vocal by Ella Mae Morse - Mr. Five by Five (From Universal's Film "Behind the Eight Ball")

4 Earl Hines & his Orchestra, Vocal Refrain by Billy Eckstine - Stormy Monday Blues

5 Louis Jordan & his Tympany Five - I'm Gonna Leave You on the Outskirts of Town

6 Lucky Millinder & his Orchestra, Vocal Chorus by Trevor Bacon - Don't Get Around Much Anymore

7 The Ink Spots - When the Lights Go on Again (All Over the World)

8 Lil Green - Let's be Friends

9 The Ink Spots - Ev'ry Night About This Time

10 The Ink Spots - Just as Though You Were Here

31.10.-06.11.

8 Artie Shaw & his Orchestra - Just Kiddin' Around

9 The Ink Spots - This Is Worth Fighting For

10 Freddie Slack & his Orchestra, Vocal by Ella Mae Morse - Cow-Cow Boogie

07.11.-13.11.

6 Fats Waller, his Rhythm & his Orchestra - The Jitterbug Waltz

8 Tommy Dorsey & his Orchestra, Vocal Refrain by Frank Sinatra & the Pied Pipers - There Are Such Things

10 Charlie Barnet & his Orchestra - Things Ain't What They Used to Be

14.11.-20.11.

4 Louis Jordan & his Tympany Five - What's the Use of Getting Sober (When You Gonna Get Drunk Again)

7 Bing Crosby with Ken Darby Singers & John Scott Trotter & his Orchestra - White Christmas (From Paramount Picture "Holiday Inn")

9 Bea Booze - See See Rider Blues

10 Royal Harmony Quartet with Arthur Turkisher & his Orchestra - Praise the Lord and Pass the Ammunition

21.11.-27.11.

6 The King Cole Trio - That Ain't Right

7 The Southern Sons - Praise the Lord and Pass the Ammunition

9 Barney Bigard & his Orchestra - "C" Blues

10 Duke Ellington & his Famous Orchestra, Vocal Refrain by Ivie Anderson - Hayfoot, Strawfoot

12.12.-18.12.

9 Jimmie Lunceford & his Orchestra, Vocal Chorus by Lunceford Quartet - It Had to Be You

19.12.-25.12.

9 Tampa Red - Let Me Play with Your Poodle

## Tabelle
| Interpret                                                                      | Titel Autor(en) | Charteinstieg | Wochen | HP | Labelnummer      | Bemerkungen |
| ------------------------------------------------------------------------------ | --- | ------------- | ------ | -- | ---------------- | --- |
| Charlie Barnet                                                                 | Things Ain’t What They Used to Be Duke Ellington                                                                         | 07.11.1942    | 1      | 10 | Decca 18 507     | B-Seite der Decca-Single war The Victory Walk von Lew Porter und Teepee Mitchell. |
| Barney Bigard                                                                  | "C" Blues Duke Ellington                                                                                                 | 21.11.1942    | 3      | 7  | Bluebird 11 581  | Mit Musikern des Duke Ellington Orchestra (An Ellington Unit) nahm Bigard unter eigenem Namen die Ellington-Komposition auf, die später als C Jam Blues bekannt wurde.                                                                    |
| Bea Booze                                                                      | See See Rider Blues Ma Rainey                                                                                            | 14.11.1942    | 2      | 9  | Decca 8633       | Ein Song, der inzwischen als C. C. Rider bekannt, zu den Blues- und Jazzstandards gehört und sich zu einem der am häufigsten aufgenommenen Bluessongs entwickelte.                                                                        |
| Bing Crosby with Ken Darby Singers & John Scott Trotter & his Orchestra        | White Christmas Irving Berlin                                                                                            | 14.11.1942    | 6      | 1  | Decca 18 429     | Ein Nummer-eins-Hit in den Billboard-Charts, war Crosbys Weihnachtslied auch in der Harlem Hit Parade vertreten. |
| Tommy Dorsey & his Orchestra, Vocal Refrain by Frank Sinatra & the Pied Pipers | There Are Such Things Adams-Baer-Meyer                                                                                   | 07.11.1942    | 1      | 8  | Victor 27 974    | Auch Dinah Shore, Dennis Day, Billy Eckstine, Joe Marsala (mit Adele Girard) und The Modernaires nahmen den Song 1942 auf. |
| Duke Ellington & his Famous Orchestra, Vocal Refrain by Ivie Anderson          | Hayfoot, Strawfoot Ervin Drake, Harry Lenk, Paul McGrane                                                                 | 21.11.1942    | 1      | 10 | Victor 20-1505   | Hayfoot, Strawfoot war eine Nummer im Repertoire von Fletcher Henderson aus den 1920er-Jahren; Ellingtons Bandvokalistin bei der Aufnahme von 28. Juli 1942 war Ivie Anderson.                                                            |
| Lil Green                                                                      | Let's Be Friends Big Bill Broonzy                                                                                        | 24.10.1942    | 1      | 8  | Bluebird 8895    | Der von Big Bill Broonzy stammende Blues-Song war die B-Seite von Lil Greens Single I'm Going to Start a Racket. |
| Earl Hines and His Orchestra & his Orchestra, Vocal Refrain by Billy Eckstine  | Stormy Monday Blues Eckstein-Crowder-Hines                                                                               | 24.10.1942    | 9      | 1  | Bluebird 11 567  | Der Song war ein Hit für Earl Hines and His Orchestra und erreichte #1 in der Harlem Hit Parade, was ihn zu Hines’ einzigem Auftritt in den Charts machte.                                                                                |
| The Ink Spots                                                                  | Don’t Get Around Much Anymore Duke Ellington, Bob Russell                                                                | 24.10.1942    | 3      | 5  | Decca 18 503     | Der Ellington-Song, auf der Decca-Schellackplatte die B-Seite von Street of Dreams (von Sam M. Lewis, Victor Young), entwickelte sich bis weit ins Jahr 1943 zu einem der langlebigsten Hits in der Harlem Hit Parade.                    |
| The Ink Spots                                                                  | Ev’ry Night About This Time James V. Monaco, Ted Koehler                                                                 | 24.10.1942    | 4      | 6  | Decca 18 461     | B-Seite der Single war I'm Not The Same Old Me von Al Law, Ned Brisbane und Tom Johnstone. |
| The Ink Spots                                                                  | Just As Though You Were Here Edgar De Lange, John Benson Brooks                                                          | 24.10.1942    | 1      | 10 | Decca 18465      | Auch Tommy Dorsey (mit den Bandvokalisten Frank Sinatra & Pied Pipers) war 1942 mit dem Song erfolgreich. |
| The Ink Spots                                                                  | This Is Worth Fighting For Edgar De Lange, Sam H. Stept                                                                  | 31.10.1942    | 1      | 9  | Decca 18 466     | Ein den im Zweiten Weltkrieg kämpfenden Soldaten gewidmeter Song. Auch Jane Froman und die Orchester von Vaughn Monroe (Victor 27921) und Jimmy Dorsey (Decca 18376) nahmen den Titel 1942 auf.                                           |
| Louis Jordan & his Tympany Five                                                | I'm Gonna Leave You at the Outskirts of Town Jordan, Weldon                                                              | 24.10.1942    | 3      | 3  | Decca 8638       | I'm Gonna Leave You at the Outskirts of Town war Jordans erster Charterfolg, dem Titel wie G.I. Jive, Caldonia, Buzz Me oder Is You Is OR Is You Ain't My Baby# folgen sollten.                                                           |
| Louis Jordan & his Tympany Five                                                | What's the Use of Getting Sober (When You Gonna Get Drunk Again) Novelty Blues Vocal Chorus by Louis Jordan Bubsy Meyers | 14.11.1942    | 6      | 2  | Decca 8645       | Mit dem Novelty Song war Jordan bis weit in das Jahr 1943 in der Harlem Hit Parade vertreten. The Beatles coverten den Song 1969 während ihrer Get Back Session.                                                                          |
| The King Cole Trio                                                             | That Ain't Right Nat King Cole                                                                                           | 21.11.1942    | 3      | 6  | Bluebird 8630    | B-Seite war die Nummer Hit That Jive Jack. |
| Andy Kirk & his Clouds of Joy                                                  | Take It and Git M & W. Chapman-Green-Marshall                                                                            | 24.10.1942    | 5      | 1  | Decca 4366       | B-Seite der 78er Hip Hip Hooray. |
| Jimmie Lunceford, Vocal Chorus by Lunceford Quartet                            | It Had to Be You Isham Jones, Gus Kahn                                                                                   | 12.12.1942    | 1      | 9  | Decca 18 504     | Tadd Dameron lieferte die Arrangements für Jimmie Luncefords Hits I'm Losing My Mind Because of You, It Had to Be You und I Dream a Lot about You.                                                                                        |
| Lucky Millinder, Vocal Chorus by Trevor Bacon                                  | When the Lights Go On Again (All Over the World) Bennie Benjemen, Eddie Seiler, Sol Marcus                               | 24.10.1942    | 18     | 1  | Decca 18 496     | Trevor Bacon war Bandvokalist bei zwei großen Hitsongs von Lucky Millinder, I Want a Big Fat Mama und When the Lights Go on Again All Over the World.                                                                                     |
| The Royal Harmony Quartet with Arthur Turkisher & his Orchestra                | Praise the Lord Frank Loesser                                                                                            | 14.11.1942    | 1      | 10 | Keynote D101     | Mit Praise the Lord (and pass the Ammunition) waren zur Jahreswende 1942/43 sowohl das Gospel-Vokalemsemble The Southern Sons (Quartet) als auch das Royal Harmony Quartet erfolgreich.                                                   |
| Artie Shaw & his Orchestra                                                     | Just Kiddin’ Around Ray Conniff                                                                                          | 31.10.1942    | 1      | 8  | Victor 27 806    | Der Songautor und spätere Bandleader Ray Conniff war auch Arrangeur dieser Nummer. |
| Freddie Slack & his Orchestra, Vocal by Ella Mae Morse                         | Cow Cow Boogie Don Raye, Gene De Paul                                                                                    | 31.10.1942    | 3      | 9  | Capitol 102      | Eigentlich die B-Seite der Slacks Capitol-Single Here You Are (von Leo Robin & Ralph Rainger), entwickelte sich Cow-Cow Boogie mit der Bandvokalistin Ella Mae Morse zu einem der größten Hits in der Harlem Hit Parade 1942/43.          |
| Freddie Slack & his Orchestra, Vocal by Ella Mae Morse                         | Mr. Five by Five (From Universal's Film Behind the Eight Ball) Don Raye, Gene De Paul                                    | 24.10.1942    | 9      | 1  | Capitol 115      | Bandsängerin war Ella Mae Morse. Ein Song aus dem Universal-Film Behind the Eight Ball (1942, Regie Edward F. Cline). |
| The Southern Sons                                                              | Praise the Lord (and pass the Ammunition) Frank Loesser                                                                  | 21.11.1942    | 5      | 7  | Bluebird 30-0806 | Mit Praise the Lord (and pass the Ammunition) waren zur Jahreswende 1942/43 sowohl das Gospel-Vokalemsemble The Southern Sons (Quartet) als auch das Royal Harmony Quartet erfolgreich.                                                   |
| Tampa Red                                                                      | Let Me Play with Your Poodle Hudson Whittaker                                                                            | 19.12.1942    | 1      | 9  | Bluebird 34-0700 | Blues singer with guitar, piano and drums, hieß es auf dem Etikett der Brunswick-78er. Die R&B-Nummer wurde 1947 von Hank Penny (King 614-A) gecovert.                                                                                    |
| Fats Waller, his Rhythm & his Orchestra                                        | Jitterbug Waltz Fats Waller                                                                                              | 24.11.1942    | 1      | 6  | Bluebird 11 518  | Dies war die einzige Originalaufnahme des Titels von Fats Waller & his Rhythm, entstanden am 16. März 1942. |
| Paul Whiteman & his Orchestra, Trombone: Skip Layton, Vocal by Lady Day        | Trav’lin Light Trummy Young, Johnny Mercer                                                                               | 24.10.1942    | 9      | 1  | Capitol 116      | (I'm a) Trav'lin Light basierte auf einer Instrumentalnummer von Trummy Young aus den 1930er-Jahren, zu dieser Zeit bei Earl Hines and His Orchestra; Johnny Mercer schrieb später einen Songtext, dessen Titel von Mercers Frau stammte. |